# Algo Kärp
Algo Kärp (* 13. April 1985 in Tarvastu) ist ein ehemaliger estnischer Skilangläufer.

## Leben und Karriere
Nach einem fünften Platz im Sprint bei den Nordischen Meisterschaften 2003 in Sysslebäck und einem Einsatz im Skilanglauf-Continental-Cup, startete Kärp bei den Juniorenweltmeisterschaften 2004 in Stryn. Über 30 Kilometer klassisch (Massenstart) belegte er den 37. Platz und über 10 Kilometer Freistil den 63. Platz. Ein Jahr später wurde er in Rovaniemi 21. im Sprint und 49. im Verfolgungswettbewerb. Seinen ersten Einsatz im Skilanglauf-Weltcup hatte Kärp im Januar 2006 im heimischen Otepää. Über 15 Kilometer klassisch wurde er 50. von 57 Startern und verpasste als 41. klar die Qualifikation für die Finalläufe im Sprintwettbewerb. Bei den U23-Weltmeisterschaften 2006 in Kranj war sein bestes Resultat der 39. Platz über 15 Kilometer klassisch. In der Saison 2006/07 hatte er einige Einsätze im Weltcup und im Scandinavian Cup. Sein bestes Saisonresultat war jedoch der 14. Platz über 63 Kilometer beim Tartu Maraton in Otepää. Bei den U23-Weltmeisterschaften 2008 in Mals überzeugte er mit einem 13. Platz über 15 Kilometer klassisch. Im folgenden Jahr wurde er vom estnischen Skiverband für die Tour de Ski nominiert. Im Massenstartwettbewerb im Val di Fiemme über 20 Kilometer gelang ihm ein 20. Platz und somit erstmals der Gewinn von Weltcuppunkten. Am Ende der Tour belegte er den 41. Platz von 54 Startern. Dies sicherte ihm einen Platz in der estnischen Mannschaft bei den Nordischen Skiweltmeisterschaften 2009 in Liberec, wo er den 57. Platz über 15 Kilometer klassisch belegte. Auch in der Saison 2009/10 nahm Kärp an der Tour de Ski teil, wo er zweimal in die Punkteränge laufen konnte. Dies gelang ihm auch als 29. über 15 Kilometer klassisch beim Weltcup im heimischen Otepää. Mit diesen Resultaten qualifizierte er sich für die Olympischen Winterspiele 2010 in Vancouver. Bei den estnischen Meisterschaften gewann er bei seinem letzten Einsatz vor den Olympischen Spielen seinen ersten nationalen Meistertitel. Im Verfolgungswettbewerb über 30 Kilometer setzte er sich im Zielspurt vor Andrus Veerpalu und Kaspar Kokk durch. Seinen einzigen Einsatz in einem Einzelwettbewerb bei Olympia hatte Kärp die 50 Kilometer klassisch (Massenstart). Am Ende belegte er den 41. Platz. Mit der estnischen Staffel belegte er den 14. Platz. Vor Beginn der Tour de Ski 2010/11 wurde Kärp aufgrund eines zu hohen Hämoglobinwertes mit einer fünftägigen Schutzsperre belegt, so dass er nicht an der Tour teilnehmen konnte. Nach der Schutzsperre beim Weltcup in Otepää lief Kärp über 15 Kilometer klassisch mit Platz 27 in die Punkteränge. Bei den Nordischen Skiweltmeisterschaften 2011 in Oslo startete er im Wettbewerb über 15 Kilometer klassisch und belegte den 23. Platz. Mit der estnischen Staffel belegte er den 10. Platz. In der Saison 2011/12 startete er erneut bei der Tour de Ski 2011/12, bei der er den 54. Platz belegte. Sein bestes Weltcupresultat in der Saison war der 39. Platz beim Weltcup in Otepää über 15 Kilometer klassisch. Auch in der darauf folgenden Saison konnte Kärp keine Weltcuppunkte erkämpfen. Er wurde dennoch für die Nordischen Skiweltmeisterschaften 2013 im Val di Fiemme nominiert. Er startete dort im Massenstartwettbewerb über 50 Kilometer klassisch und belegte den 47. Platz. Sein dahin bestes Weltcupresultat gelang ihm in der Saison 2013/14 in Oslo beim Rennen über 50 Kilometer klassisch mit Platz 16. Dies war der letzte Weltcupwettbewerb in dem Kärp in die Punkteränge laufen konnte. Am Ende der Saison wurde er 122. im Gesamtweltcup und 72. im Distanzweltcup. In Sotschi bei den Olympischen Winterspielen 2014 kam er im Rennen über 15 Kilometer klassisch zum Einsatz, wo er den 42. Platz erreichte. Mit der estnischen Staffel belegte er den 10. Platz. Der Klassikspezialist erreichte sein bestes Resultat bei Nordischen Skiweltmeisterschaften im Jahre 2015 mit Platz 21 im Massenstartwettbewerb über 50 Kilometer klassisch. Zwei Jahre später bei den Nordischen Skiweltmeisterschaften 2017 startete er erneut über 15 Kilometer klassisch, wo er den 26. Platz erkämpfen konnte. Mit der estnischen Staffel belegte er den 13. Platz. Obwohl er in der Saison 2017/18 nur 2 Weltcuprennen bestritten hatte, kam er bei den Olympischen Winterspielen 2018 in Pyeongchang zum Einsatz. Dort erreichte Kärp mit Platz 17 im Massenstartwettbewerb über 50 Kilometer klassisch sein bestes Resultat bei internationalen Meisterschaften. Zusammen mit der estnischen Staffel belegte er den 12. Platz.

## Doping
Nachdem während der Operation Aderlass bei den Nordischen Skiweltmeisterschaften 2019 unter anderem die beiden estländischen Athleten Karel Tammjärv und Andreas Veerpalu wegen des Verdachts auf Blutdoping verhaftet wurden und die Verwendung von Blutdoping eingeräumt hatten, gestand auch Kärp, der zusammen mit Tammjärv und Veerpalu in der privaten Trainingsgemeinschaft Team Haanja außerhalb des estnischen Nationalteams trainiert, am 4. März 2019 in einem Interview mit der estnischen Zeitung Õhtuleht die Verwendung von Blutdoping bei den Nordischen Skiweltmeisterschaften 2017 in Lahti und bei den Olympischen Winterspielen 2018 in Pyeongchang.
Wie Tammjärv gab Kärp an, dass der Kontakt zum deutschen Sportmediziner Mark Schmidt über den ehemaligen estnischen Cheftrainer Mati Alaver vermittelt wurde. Beide Sportler betonten jedoch, dass Alaver keinen Druck auf sie ausgeübt hatte, sondern es ihre freie Entscheidung war die Leistungen von Schmidt in Anspruch zu nehmen. Als Gründe nannte er zum einen den eigenen Wunsch seine Leistung zu steigern und Top-Ten-Resultate zu erreichen und somit auch seiner Familie für die Entbehrungen etwas zurückzuzahlen, als auch den starken Druck durch die estnischen Medien, die nach den Rücktritten von Kristina Šmigun-Vähi, Andrus Veerpalu und Jaak Mae häufig von einer nutzlosen Generation berichteten, die nur Geld verschwendet.
Kärp führte aus, die Blutentnahmen seien unangenehm gewesen und die Angst vor den gesundheitlichen Risiken hätten ihn stark belastet. Nach eigenen Angaben wurde ihm im Frühjahr 2018 in Deutschland erneut Blut entnommen, jedoch verwendete er es in der Saison 2018/19 nicht, sondern entschied auch aufgrund anhaltender gesundheitlicher Probleme im August die Saison frühzeitig zu beenden. Kärp nahm nur an kleineren FIS-Rennen teil und trat auch nicht bei den estnischen Meisterschaften an.
Nach seinem öffentlichen Geständnis kündigte Kärp eine intensive Zusammenarbeit mit der estnischen Anti-Doping-Agentur an. Deshalb wurde seine Dopingsperre auf 2 Jahre und 6 Monate reduziert. Ab 6. September 2021 könnte er wieder an Wettkämpfen teilnehmen.

## Siege bei Continental-Cup-Rennen
| Nr. | Datum            | Ort    | Disziplin                   | Serie            |
| --- | ---------------- | ------ | --------------------------- | ---------------- |
| 1.  | 23. Februar 2014 | Otepää | 20 km klassisch Massenstart | Scandinavian Cup |

## Weltcup-Statistik
Die Tabelle zeigt die erreichten Platzierungen im Einzelnen.
- 1.–3. Platz: Anzahl der Podiumsplatzierungen
- Top 10: Anzahl der Platzierungen unter den ersten zehn
- Punkteränge: Anzahl der Platzierungen innerhalb der Punkteränge
- Starts: Anzahl gelaufener Rennen in der jeweiligen Disziplin
- Hinweis: Bei den Distanzrennen erfolgt die Einordnung gemäß FIS.

| Platzierung         | Distanzrennen a | Distanzrennen a | Distanzrennen a | Distanzrennen a | Distanzrennen a | Skiathlon Verfolgung | Sprint | Etappen- rennen b | Gesamt | Team c | Team c  |
| Platzierung         | ≤ 5 km          | ≤ 10 km         | ≤ 15 km         | ≤ 30 km         | > 30 km         | Skiathlon Verfolgung | Sprint | Etappen- rennen b | Gesamt | Sprint | Staffel |
| ------------------- | --------------- | --------------- | --------------- | --------------- | --------------- | -------------------- | ------ | ----------------- | ------ | ------ | ------- |
| 1. Platz            |                 |                 |                 |                 |                 |                      |        |                   |        |        |         |
| 2. Platz            |                 |                 |                 |                 |                 |                      |        |                   |        |        |         |
| 3. Platz            |                 |                 |                 |                 |                 |                      |        |                   |        |        |         |
| Top 10              |                 |                 |                 |                 |                 |                      |        |                   |        |        | 1       |
| Punkteränge         |                 | 1               | 6               |                 | 1               |                      |        |                   | 8      | 1      | 5       |
| Starts              | 8               | 7               | 32              | 3               | 4               | 17                   | 21     | 5                 | 97     | 1      | 5       |
| Stand: Karriereende |                 |                 |                 |                 |                 |                      |        |                   |        |        |         |